# Bainbridgeïta-(NdCe)
La bainbridgeïta-(NdCe) és un mineral de la classe dels carbonats que pertany al grup de la mckelveyita.

## Característiques
La bainbridgeïta-(NdCe) és un carbonat de fórmula química Na₂Ba₂NdCe(CO₃)₆(H₂O)₃. Va ser aprovada com a espècie vàlida per l'Associació Mineralògica Internacional en el mes de juny de l'any 2023, i encara resta pendent de publicació. Cristal·litza en el sistema triclínic. L'anàleg de neodimi de la bainbridgeïta-(YCe). Totes dues espècies, juntament amb l'alicewilsonita-(YCe) i l'alicewilsonita-(YLa) són úniques (en el moment de l'aprovació d'aquesta espècie) pel que fa a la separació del lloc estructural dels àtoms dels elements de terres rares.

## Formació i jaciments
Va ser descoberta a la pedrera Poudrette, situada al mont Saint-Hilaire, a Montérégie (Quebec, Canadà), sent l'únic indret de tot el planeta on ha estat descrita aquesta espècie mineral.